# 新界區專線小巴40線
新界區專線小巴40線是由友文投資旗下的均億投資營辦的一條專線小巴線，來往小坑村至屯門市中心。
運輸署服務詳情表顯示此路線為循環線，實際上在任何情況下，小巴抵達屯門市中心後所有乘客必須落車，而兩邊總站本身亦各有其開出時間，故屬假循環線。

## 歷史
- 1998年：投入服務，由天暉國際有限公司營辦，當時循環來往小坑村及友愛邨。[2]
- 不詳：往小坑村方向到達蔡意橋後，改經石排頭路（卓爾居段），以配合該路段啟用。
- 2003年12月20日：配合九廣西鐵（現稱港鐵屯馬綫）通車，往友愛邨方向繞經屯門站公共運輸交匯處。
- 2007年7月1日：因原有營辦商放棄營辦，經過重新投標後改由冠榮車行旗下的僑運專綫小巴有限公司營辦。
- 2008年12月7日：本線調整收費，全程收費由$4.0加至$4.4。
- 2010年3月14日：往友愛邨方向繞經屯門站公共運輸交匯處有蓋新址。
- 2010年10月17日：本線調整票價，全程收費由$4.4加至$4.7（增幅達6.8%；自2008年起達17.5%）。
- 2011年9月9日：因冠榮車行放棄營辦，此路線再度被招標。[3]
- 2012年1月1日：友文投資旗下的均億投資有限公司接辦本線，提高全程收費至$5.5（自2008年起增幅更達37.5%），同時縮短至屯門市中心（屯順街）作折返點，不再經友愛邨。

## 服務時間及班次
- 小坑村開：06:00-22:41（13分鐘一班）
- 屯門市中心開: 06:15-23:00（13-20分鐘一班）

## 收費
- 全程收費：$6.5
- 寶怡花園往小坑村：$5.6

| - 此路線大小同價。 - 65歲或以上長者使用長者或個人八達通（包括「樂悠咭」），合資格殘疾人士使用「殘疾人士身份」個人八達通，以及60至64歲香港居民使用「樂悠咭」繳付車資，均可享有每程劃一$2.0的政府長者及合資格殘疾人士公共交通票價優惠計劃。 - 乘客可以現金或八達通卡於上車時付款，不設找贖。 |

## 行車路線
- 途經：塘亨路、興貴街、欣寶路、震寰路、杯渡路、河傍街、屯門站公共運輸交匯處、河傍街、仁政街（如無人於屯門站小巴總站或明偉大樓下車，可彈性直接經杯渡路前往屯門鄉事會路）、屯門鄉事會路、屯隆街、屯順街、屯合街、屯門鄉事會路、蔡意橋、石排頭路（當繁忙時間客滿時如無人於屯門新墟或卓爾居下車，可彈性直接經屯門鄉事會路及杯渡路前往震寰路）、震寰路、欣寶路、興貴街及塘亨路。

綠字路段為鄉郊路段，不影響行車安全時沿途皆可上落客。
| 小坑村開 | 小坑村開               | 小坑村開             |
| 序號     | 車站名稱               | 位置                 |
| -------- | ---------------------- | -------------------- |
| 1        | 小坑村小巴總站         |                      |
| 2        | 兆安花園               | 塘亨路               |
| 3        | 寶華花園               | 塘亨路               |
| 4        | NOVO LAND              | 欣寶路               |
| 5        | 寶田邨                 | 興貴街               |
| 6        | 大興警署               | 震寰路               |
| 7        | 青松觀                 | 震寰路               |
| 8        | 大興邨                 | 震寰路               |
| 9        | 卓爾居                 | 震寰路               |
| 10       | 屯門警署               | 震寰路               |
| 11       | 屯門站                 | 屯門站公共運輸交匯處 |
| 12       | 明偉大樓               | 屯門鄉事會路         |
| 13       | 屯門市中心             | 屯順街               |
| 14       | 聖公會聖西門呂明才中學 | 屯門鄉事會路         |
| 15       | 卓爾居                 | 石排頭路             |
| 16       | 大興邨                 | 震寰路               |
| 17       | 建生邨                 | 震寰路               |
| 18       | 寶怡花園               | 震寰路               |
| 19       | 寶田邨                 | 興貴街               |
| 20       | NOVO LAND              | 欣寶路               |
| 21       | 寶華花園               | 塘亨路               |
| 22       | 兆安花園               | 塘亨路               |
| 23       | 小坑村小巴總站         |                      |

## 用車
此路線使用1輛豐田Coaster小巴行走，如遇用車故障，可能會從同組別的41、46及140M線車輛支援。
| 40線用車列表 | 40線用車列表 | 40線用車列表 |
| ------------ | ------------ | ------------ |
| 車牌         | 車種代號     | 備註         |
| MX2491       | 2007年5LS2   | 原屬紅色小巴 |

## 外部連結
- 新界40號小巴線 搭車 EASY （页面存档备份，存于）